# 小行星19602
小行星19602（19602 Austinminor）是一颗绕太阳运转的小行星，为主小行星带小行星。该小行星于1999年7月14日发现。

## 轨道参数
小行星19602的轨道半长轴为2.4601385 UA，离心率为0.101。